# Фаор
Фаор — посёлок в Еловском районе Пермского края России.

## Географическое положение
Посёлок расположен на расстоянии примерно 4 километра по прямой на юг от села Елово.

## История
Основан как посёлок при Фаворской Спасо-Преображенской пустыни, учрежденной в 1910 году, по другим данным в 1908. С 1913 пустынь становится самостоятельным монастырем, закрытым в 1922 году. В монастыре было две деревянные церкви. На близлежащей горе Фавор, названной в честь библейской горы Фавор, построена в последние годы часовня в «честь Воздвижения Креста Господня в память защитников Родины, убиенных в нынешней войне». На территории посёлка ныне действует Еловский психоневрологический интернат. С 2006 по 2019 год входил в состав ныне упразднённого Брюховского сельского поселения Еловского района.

## Климат
Климат континентальный. Зима с ноября по март холодная. Устойчивый снежный покров образуется в середине ноября, высота его в марте 50-70 см. Среднемесячная температура января −15…−16 °C. Весна с апреля по май прохладная, погода неустойчивая. Снежный покров сходит полностью в середине-конце апреля. Ночные заморозки возможны до начала июня. Лето тёплое, среднемесячная температура июля 18—19 °C. Осень (сентябрь-октябрь) прохладная, пасмурная.

## Население
| 2010 |
| ---- |
| 296  |

Постоянное население составляло 287 человека (93 % русские) в 2002 году. 